# Brita Hertzberg

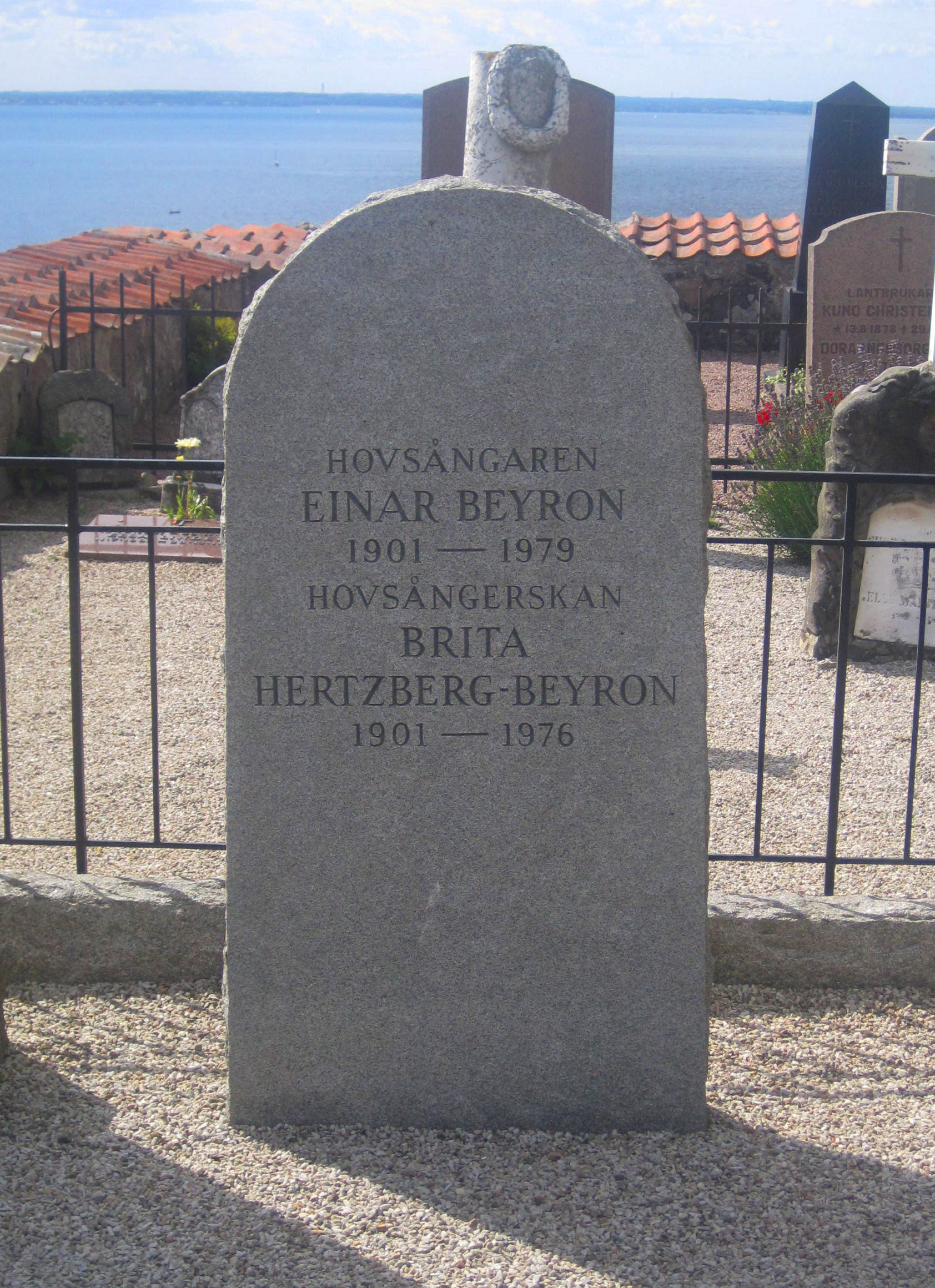
Brita Hertzbergs och maken Einar Beyrons grav vid Sankt Ibbs gamla kyrka.

Olga Brita Lovisa Hertzberg Beyron, född Hertzberg 19 oktober 1901 i Norrköping, död 17 november 1976 i Stockholm, var en svensk operasångare (sopran) och skådespelare.

## Biografi
Efter sångstudier för Herman och Ida Brag 1919–1921 och för Ludwig Mantler i Berlin 1922, uppträdde hon som figurant på Kungliga Teatern i rollen som Anna i Värmlänningarne 1923 och debuterade hon 1924 som Mignon och Mimi i La Bohème men hade flera år tidigare uppträtt på Arbis i Norrköping. Hon hade ett brett register av roller från Christoph Willibald Gluck till Gian Carlo Menotti. Hon sjöng bland annat de stora roller av Wagner som Brünhilde och Isolde i Tristan och Isolde och Verdi som Elisabeth i Don Carlos. Hertzberg sjöng Katerina Ismailova av Dmitrij Sjostakovitj vid den svenska premiären 1935 och medverkade vid urpremiärerna av Natanael Bergs Judith 1934 och Hilding Rosenbergs Lycksalighetens ö 1948.
Hon gästspelade vid operahusen i de nordiska länderna, Prag, Budapest, Bologna och Barcelona. Hon pensionerade sig från Operan 1954. Hennes egentliga avskedsroll var dock Amneris i Aida 1956 mot Birgit Nilsson. Efter pensionen medverkade Hertzberg vid flera teatrar som operettprimadonna och skådespelare. Hon framträdde så sent som 1969 i Östra Husby kyrka tillsammans med maken Einar Beyron under orgelackompajemang av Dag Kyndel.
Hon var gift med kantor Hadar Hellerstedt 1927–1929 och med operasångaren Einar Beyron från 1932. Deras dotter är operasångerskan Catarina Ligendza. Hennes syster skådespelaren Lisa Hertzberg var gift med Dramatenskådespelaren Axel Janse.

## Priser och utmärkelser
- 1932 – Litteris et Artibus
- 1940 – Hovsångare
- 1943 – Ledamot nr 639 av Kungliga Musikaliska Akademien
- 1951 – Teaterförbundets guldmedalj för "utomordentlig konstnärlig gärning"
- 1971 – Medaljen för tonkonstens främjande

## Filmografi
- 1946 – Klockorna i Gamla Sta'n

## Teater

### Roller (ej komplett)
| År   | Roll                   | Produktion                                               | Regi          | Teater                           |
| ---- | ---------------------- | -------------------------------------------------------- | ------------- | -------------------------------- |
| 1956 | Pistache               | Can-Can Cole Porter och Abe Burrows                      | Ivo Cramér    | Oscarsteatern                    |
| 1961 | Bergsrådinnan          | Dunungen Selma Lagerlöf                                  | Sture Ericson | Norrköping-Linköping stadsteater |
| 1962 | Katharina Schwarzenegg | Tre valser Oscar Straus, Paul Knepler och Armin Robinson | Ivo Cramér    | Oscarsteatern                    |

## Diskografi
- Brita Hertzberg, Einar Bejron [Beyron] 1928–1945. Hamburger Archiv für Gesangskunst. HAFG 10031. (www.hafg.de)
- Den siste sångarfursten = The last singing despot. Caprice CAP 21586 (4 cd). 1998. – Innehåll: Figaros bröllop (Mozart). Hertzberg som Grevinnan. Inspelad 1937.
- Amneris i Verdis Aida. Med Birgit Nilsson, Set Svanholm. Kungliga Operan 12 februari 1956. Kungliga hovkapellet. Dirigent Sixten Ehrling. Caprice CAP22055 (2 CD). Svensk mediedatabas.
- Brita Hertzberg, Einar Beyron. EMI 7 C 053-35416.
- Elsa i Wagners Lohengrin. Fragment. Herbert Sandberg, dirigent Royal Opera, Stockholm, live 1933/1934. Wagner in Stockholm. Bluebell 091.
- Isolde i Wagners Tristan och Isolde. Ur akt 2. Dirigent Herbert Sandberg. Royal Opera, Stockholm, live 1941. Wagner in Stockholm. Bluebell 091.
- Magda Sorel i Menottis The Consul. Avsnitt från föreställning i Stockholm 1952. Dir. Sixten Ehrling. Verismo at the Royal Swedish Opera 1952–1962. Caprice CAP 22063.